# جيرمين روجر
جيرمين روجر (بالفرنسية: Germaine Roger)‏ هي مغنية وممثلة فرنسية، ولدت في 12 فبراير 1910 في مارسيليا في فرنسا، وتوفيت في 20 أبريل 1975 في سافيني سور أورج في فرنسا.

## وصلات خارجية
- جيرمين روجر على موقع IMDb (الإنجليزية)
- جيرمين روجر على موقع ألو سيني (الفرنسية)
- جيرمين روجر على موقع ميوزك برينز (الإنجليزية)
- جيرمين روجر على موقع كينوبويسك (الروسية)